# Scinax crospedospilus
Espèce
Synonymes
- Hyla crospedospila Lutz, 1925

Statut de conservation UICN

 LC  : Préoccupation mineure
Scinax crospedospilus est une espèce d'amphibiens de la famille des Hylidae.

## Répartition
Cette espèce est endémique du Brésil. Elle se rencontre dans les montagnes côtières des États de Rio de Janeiro, de São Paulo.

## Publication originale
- Lutz, 1925 : Batraciens du Brésil. Comptes Rendus Hebdomadaires des Séances et Mémoires de la Société de Biologie et de ses Filiales Paris, vol. 93, p. 211–214.